# Natsumi Tsunoda
Natsumi Tsunoda (en japonés: 角田 夏実, Tsunoda Natsumi; 6 de agosto de 1992) es una deportista japonesa que compite en judo.
Participó en los Juegos Olímpicos de París 2024, obteniendo dos medallas, oro en la categoría de –48 kg y plata en el equipo mixto.
Ganó cuatro medallas en el Campeonato Mundial de Judo entre los años 2018 y 2023. En los Juegos Asiáticos obtuvo dos medallas de oro, en los años 2018 y 2022.

## Palmarés internacional
| Juegos Olímpicos   | Juegos Olímpicos     | Juegos Olímpicos | Juegos Olímpicos |
| Año                | Lugar                | Medalla          | Categoría        |
| ------------------ | -------------------- | ---------------- | ---------------- |
| 2024               | París (Francia)      | Medalla de oro   | –48 kg           |
| 2024               | París (Francia)      | Medalla de plata | Equipo mixto     |
| Campeonato Mundial |                      |                  |                  |
| Año                | Lugar                | Medalla          | Categoría        |
| 2017               | Budapest (Hungría)   | Medalla de plata | –52 kg           |
| 2021               | Budapest (Hungría)   | Medalla de oro   | –48 kg           |
| 2022               | Taskent (Uzbekistán) | Medalla de oro   | –48 kg           |
| 2023               | Doha (Catar)         | Medalla de oro   | –48 kg           |
| Juegos Asiáticos   |                      |                  |                  |
| Año                | Lugar                | Medalla          | Categoría        |
| 2018               | Yakarta (Indonesia)  | Medalla de oro   | –52 kg           |
| 2022               | Hangzhou (China)     | Medalla de oro   | –48 kg           |